# Benahadux
Benahadux é um município da Espanha na província de Almería, comunidade autónoma da Andaluzia, de área 16 km² com população de 3940 habitantes (2009) e densidade populacional de 246,25 hab./km².

## Demografia
| Variação demográfica do município entre 1991 e 2008 | Variação demográfica do município entre 1991 e 2008 | Variação demográfica do município entre 1991 e 2008 | Variação demográfica do município entre 1991 e 2008 | Variação demográfica do município entre 1991 e 2008 |
| --------------------------------------------------- | --------------------------------------------------- | --------------------------------------------------- | --------------------------------------------------- | --------------------------------------------------- |
| 1991                                                | 1996                                                | 2001                                                | 2004                                                | 2008                                                |
| 2277                                                | 2702                                                | 2888                                                | 3058                                                | 3814                                                |